# Sebastian Auer
Sebastian Auer (* 22. Oktober 1922 in Karavukovo in der Batschka; † 14. Februar 2023 in Linz) war ein aus Serbien stammender österreichischer Techniker und Erfinder.

## Leben und Wirken
Nach dem Kriegseinsatz ab 1941 und britischer und französischer Kriegsgefangenschaft kam er im Oktober 1945 nach Linz und arbeitete als Techniker. 1973 erhielt er das Recht zur Führung der Standesbezeichnung Ingenieur. Von ihm eingereichte Patente:
- Verfahren des kellergeschweißten Öllagertanks (1965)
- Vorrichtung zum Verstellen des Fahrhebels bei KFZ (1973)
- Tempomat (1974)

## Auszeichnungen
- Große Medaille in Gold des österreichischen Patentinhaber- und Erfinderverbandes (1973)
- Grand Prix de la Chambre Syndicale, die welthöchste Auszeichnung für eine Erfindung (Brüssel – Weltmesse der Erfindungen, 1974)
- Eintragung im Guinness-Buch der Rekorde mit dem Bau der kleinsten funktionsfähigen Dampf-Dreschmaschine der Welt im Maßstab 1:10 (1988)
- Goldene Medaille der Welser Messe (1993)
- Silbernes Verdienstzeichen der Republik Österreich (1997)
- Silbernes Ehrenzeichen des Verbandes österreichischer Ingenieure
- Kulturnadel der Stadt Traun (Stadt)
- Goldenes Verdienstzeichen der Landsmannschaft der Donauschwaben in Oberösterreich
- Kulturmedaille des Landes Oberösterreich (2010)[2]

## Techniksammlung
Auer sammelte im Lauf der Jahre alte Radios, Plattenspieler, TV- und Tonbandgeräte, Phonomöbel und andere technische Geräte. 2002 erwarb das Oberösterreichische Landesmuseum mit Unterstützung des Institutes für Kulturforschung der Landesdirektion unter dem Aspekt Technikgeschichte ist immer auch Kulturgeschichte die aus mehr als 800 Einzelstücken bestehende Fonosammlung und richtete ein Radiomuseum im Linzer Schloss ein.